# Lothar Probst

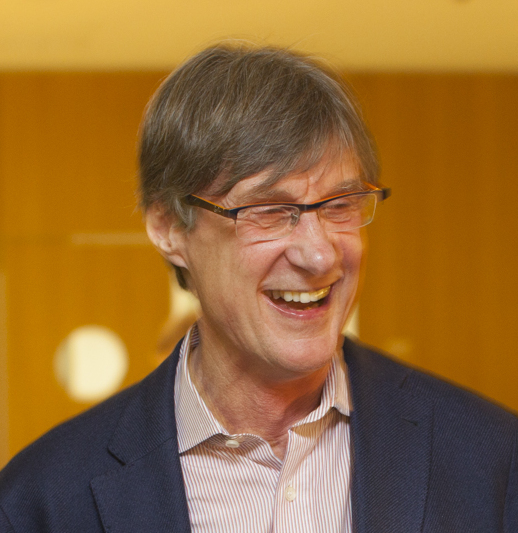
Lothar Probst, 2015

Lothar Probst (* 1952 in Minden) ist ein deutscher Politologe und emeritierter Professor der Universität Bremen. Er war Geschäftsführer des Instituts für Interkulturelle und Internationale Studien am Fachbereich 8 der Universität Bremen und Leiter des Arbeitsbereichs Wahl-, Parteien- und Partizipationsforschung am Institut für Politikwissenschaft der Universität Bremen. Seine Forschungs- und Lehrschwerpunkte liegen im Bereich der Parteien- und Wahlforschung. Weitere Forschungsbereiche betreffen Phänomene des Populismus, demokratietheoretische Fragen, Fragen der politischen Kulturforschung mit Schwerpunkt Deutschland und die Entwicklung von neuen sozialen Bewegungen und Bürgerbewegungen.

## Beruflicher Werdegang
Von 1971 bis 1975 studierte Lothar Probst Deutsch, Geschichte und Politik an der Pädagogischen Hochschule Bielefeld. Er arbeitete als Lehrer, zunächst im niedersächsischen Umland von Bremen, dann in Bremen. 1987 bis 1989 folgte ein Studium der Fächer Politik- und Kulturwissenschaft an der Universität Bremen, wo er Anfang 1993 in Politik- und Kulturwissenschaft zum Dr. phil. promovierte. Von 1989 bis 2002 war er Wissenschaftlicher Mitarbeiter (ab 1993 Geschäftsführer) des Instituts für kulturwissenschaftliche Deutschlandstudien (FB 10) an der Universität Bremen. 2002 folgte die Ernennung zum Akademischen Rat am Institut für Politikwissenschaft und der Wechsel zum Institut für Interkulturelle und Internationale Studien (FB 8) an der Universität Bremen in der Funktion eines Wissenschaftlichen Geschäftsführers. 2007 wurde er zum Professor ernannt. Im Jahr 2012 erhielt er den Berninghausenpreis für ausgezeichnete Lehre und ihre Innovation. 
Von 2010 bis 2012 war er Programme Director of the Anglo-German Postdoctoral Fellowship Programme – einem Gemeinschaftsprojekt der Universitäten Bremen, Göttingen und Oxford, welches von der Volkswagenstiftung gefördert wurde.
Am Institut für Politikwissenschaft der Universität Bremen hat er von 2005 bis 2016 die Aufgabe des Erasmus-Beauftragten für die Studiengänge der Politikwissenschaft an der Universität Bremen wahrgenommen und war Mitglied des BA-Prüfungsausschusses im Studiengang Politikwissenschaft.
Probst war bis 2016 Wissenschaftlicher Geschäftsführer des Instituts für Interkulturelle und Internationale Studien (InIIS, FB 8) der Universität und leitete von 2007 bis 2016 den Arbeitsbereich Wahl-, Parteien- und Partizipationsforschung am Institut für Politikwissenschaft der Universität Bremen.
Probst hat von 2009 bis 2017 für den Fernsehsender Phoenix alle Landtags-, Bundestags- und Europawahlen kommentiert. Außerdem ist er regelmäßig mit Interviews, Gastkommentaren und Beiträgen im Fernsehen, Hörfunk und in Zeitungen vertreten (u. a. ZDF, ARD, Radio Bremen, NDR, BR, SWR, HR, Süddeutsche Zeitung, Weser Kurier, Handelsblatt, Rheinische Post, Kölner Stadtanzeiger, Hannoversche Neue Presse, Lübecker Nachrichten, Financial Times, Washington Post, New York Times, Libération).

## Politisches Engagement
Politisiert wurde er als Schüler in seiner Heimatstadt Minden durch die „Aktion Roter Punkt“ gegen Fahrpreiserhöhungen. Als Student in Bielefeld wurde er in den AStA gewählt, hat „eher maoistisch gedacht“ und war in der „Liga gegen den Imperialismus“. Vor allem durch die Anti-Atomkraft-Bewegung kam er in Kontakt mit grünen Ideen. 1983 wurde er zu einem von drei gleichberechtigten Landesvorsitzenden der Bremer Grünen gewählt. Er amtierte zwei Jahre lang. 1985 wechselte er für zwei Jahre nach Bonn, wo er für die grüne Bundestagsfraktion die Abteilung für Deutschlandpolitik leitete und sich „relativ früh zum Realo-Flügel bekannte“.
Er ist Mitglied im Beirat der Grünen Akademie der Heinrich-Böll-Stiftung.
Zu seinen weiteren Funktionen zählten seine Tätigkeit als Vertrauensdozent der Heinrich-Böll-Stiftung und der Vorsitz der Alumni-Sektion Politikwissenschaft des Alumni-Netzwerkes der Universität Bremen. Zwischen 1995 und 2005 war Probst Mitglied des Vorstandes und der Jury des Hannah-Arendt-Preises für Politisches Denken in Bremen.

## Veröffentlichungen (Auswahl)
- Der Kampf um Platz Zwei. Das deutsche Parteiensystem im Wandel. In: Indes. Zeitschrift für Politik und Gesellschaft, Heft 2/2018, S. 114–121.
- Von der Schwierigkeit, demokratische Antworten auf die neue rechte Identitätspolitik zu finden. In: Politikum, Heft 4/2018, S. 24–31.
- Steht das deutsche Parteiensystem vor einem Wandel? Eine Überprüfung der Europäisierungsthese. In: Carsten Kochschmieder (Hrsg.): Parteien, Parteiensysteme und politische Orientierungen. Aktuelle Beiträge der Parteienforschung, Wiesbaden 2017, S. 113–133.
- Was ist Politik? Für eine Politikwissenschaft jenseits von Mathematik und Moralphilosophie. In: Blätter für deutsche und internationale Politik 10/2016: 106–114
- Wer ist die Dritte Generation Ostdeutschland? Überlegungen zu ihrer Verortung im Kontext von DDR und Deutscher Einheit, in: Dritte Generation Ost. Wer wir sind, was wir wollen, Ch. Links Verlag, Berlin 2012, S. 216–229, ISBN 978-3-86153-685-7.
- Politische Institutionen, Parteien und Wahlen im Bundesland Bremen (Hrsg. Lothar Probst), Münster: LIT-Verlag 2011.
- Die Entdeckung der Freiheit. Amerika im Denken Hannah Arendts (Hrsg. zusammen mit Winfried Thaa), Berlin: Philo Verlag 2003.
- PDS: Von der Staats- zur Regierungspartei. Eine Studie aus Mecklenburg-Vorpommern, Hamburg 2000.
- Einschnitte – Hannah Arendts politisches Denken heute (Hrsg. zusammen mit Antonia Grunenberg), Bremen 1995.
- Ostdeutsche Bürgerbewegungen und Perspektiven der Demokratie, Köln: Bund-Verlag 1993.
- Lothar Probst, Matthias Güldner, Andreas Klee (Hg): Politik und Regieren in Bremen. Springer VS, Bremen 2022, ISBN 978-3-658-34573-0.